# Dénégation de responsabilité
La dénégation de responsabilité est une pratique argumentative consistant à :
- nier toute participation directe ou indirecte à un événement;
- mettre en avant de bonnes actions ;
- porter une accusation symétrique et au moins équivalente aux accusateurs;

## Dénégation de responsabilité et négationnisme
Le négationnisme porte sur la contestation de la réalité du crime, non sur la responsabilité ou les excuses des auteurs (ou des complices, ou encore des gens qui n'ont rien fait bien qu'ils « savaient », ou même la responsabilité que certains imputent aux victimes elles-mêmes…). Quand bien même la défense de ce point ne reposerait que sur des manipulations historiques ou des mensonges (inventions de fausses agressions, etc.), elle n'en constitue pas pour autant du négationnisme. Toutefois, la dénégation de responsabilité va de pair avec le négationnisme, puisqu'une une thèse habituelle de ce dernier est que les juïfs sont responsables de la Seconde Guerre Mondiale et que les nazis se sont légitimement défendus.

## Philosophie
Le philosophe français Michel Onfray a tenté une explication de la dénégation dans Le Réel n'a pas eu lieu (2014) à partir d'une analyse de Don Quichotte et du donquichottisme.